# لوس أنجلوس لايزرز
لوس أنجلوس لايزرز هو نادي كرة قدم أمريكي أٌسس عام 1982.